# Kerr megye
Kerr megye az Amerikai Egyesült Államokban, azon belül Texas államban található. Megyeszékhelye és legnagyobb városa Kerrville. Lakosainak száma 52 598 fő (2020. április 1.). Kerr megye Bandera, Kimble, Gillespie, Kendall, Real és Edwards megyékkel határos.

## Népesség
A megye népességének változása:
| Lakosok száma | 49 643 | 49 631 | 49 826 | 49 953 | 50 955 | 52 598 |
|               | 2010   | 2011   | 2012   | 2013   | 2015   | 2020   |